# Орловський (Селтинський район)
Орло́вський (Орловський Виселок; рос. Орловский) — виселок у складі Селтинського району Удмуртії, Росія.

## Населення
Населення — 24 особи (2010; 39 в 2002).
Національний склад станом на 2002 рік:
- удмурти — 97 %

## Урбаноніми[3]
- вулиці — Орловсько-Висельська, Садова